# Sergiu Chirilov
Sergiu Chirilov (născut Serghei Chirilov, n. 5 iunie 1973, în Șoldănești) este un antrenor de fotbal, jucător de futsal și fost fotbalist profesionist din Republica Moldova. În prezent activează în calitate de director la Școala Sportiva Specializată de Fotbal Nr.1

## Carieră

### Ca jucător

#### Club
În cariera sa, Sergiu Chirilov a evoluat în campionatele Moldovei, al României și Iranului, la cluburi ca Zimbru Chișinău, Rapid București, Sportul Studențesc ș.a.

#### Națională
În perioada 1991-1999, Sergiu Chirilov a disputat 12 meciuri pentru echipa națională de fotbal a Republicii Moldova.

### Ca antrenor
Sergiu Chirilov este deținător de licență de antrenor UEFA de categorie „PRO”.
În perioada iulie 2007 – iulie 2008, el a fost antrenor secund la selecționata de tineret a Moldovei. După care în 2008 a prealuat la selecționata de juniori U-16 a Moldovei, fiind în calitate de antrenor principal. Tot din 2008 a devenit selecționerul naționalei de tineret a Moldovei, reușind chiar din primul meci o victorie istorică cu 1-0 în fața Germaniei. În octombrie 2010 el și-a dat demisia. . În 2012-2013 a activat ca director sportiv la clubul Real-Succes. Din 19 iunie 2013 a fost antrenor principal al echipei FC Zimbru 2 Chișinău., iar de pe 05.04.2021 până în prezent, activează ca în calitate de director la Școala Sportiva Specializată de Fotbal Nr.1

## Palmares
Zimbru Chișinău
- Divizia Națională

Campion (1): 1992
- Cupa Moldovei

Câștigător (1): 2007
 Rapid București
- Liga I

Vicecampion (1): 1999-2000
 Zob Ahan
- Iran Pro League

Vicecampion (1): 2004